# Josef Hödlmoser
Josef Hödlmoser (* 29. März 1858 in St. Wolfgang im Salzkammergut, Oberösterreich; † 3. November 1948 ebenda) war österreichischer Landwirt und Politiker (CSP).

## Leben
Der Bauernsohn erlernte neben der Landwirtschaft auch das Tischlerhandwerk. 1891 heiratete Hödlmoser zum ersten Mal (zwei Kinder), drei Jahre nach dem Tod seiner Frau (1897) eine Witwe und übernahm deren Hof. Aus der zweiten Ehe stammt ebenfalls ein Kind. Dem Gemeindeausschuss in St. Wolfgang gehörte er von 1899 bis 1938 an und in der Zeit von 1915 mit einer kurzen Unterbrechung bis 1929 war er Bürgermeister dieser Gemeinde. 1900 gründete er die Raiffeisenkasse St. Wolfgang und war lange deren Obmann. Daneben war er auch Obmann des Almausschusses in Bad Ischl. Für die Christlichsoziale Partei gehörte er zwischen 1909 und 1918 dem Landtag an, 1918/1919 auch der Provisorischen Landesversammlung. 1933 wurde Hödlmoser mit dem Berufstitel Ökonomierat ausgezeichnet.